# Tim Abromaitis
Timothy « Tim » James Abromaitis, né le 17 septembre 1989 à Waterbury, Connecticut, est un joueur américain de basket-ball. Il évolue au poste d'ailier.

## Carrière
Tim Abromaitis fait sa carrière universitaire aux Fighting Irish de l'université Notre Dame.
Tim Abromaitis rejoint l'ASVEL en 2012. Il réalise son meilleur match en Pro A le 16 novembre 2012 contre le Paris-Levallois en compilant 22 points, 6 rebonds et une passe décisive.
Annoncé sur le départ, il intéresse Strasbourg avec qui il s'engage pour la saison 2013-2014.
En juillet 2014, il rejoint les Basketball Löwen Braunschweig, club de première division allemande.
Le 14 juillet 2015, il signe à Tenerife en Espagne.
En juillet 2019, Abromaitis rejoint le Zénith Saint-Pétersbourg avec lequel il signe un contrat de deux ans.

## Palmarès
- Vainqueur de la Ligue des champions 2016-2017.